# Eburia cubae
Eburia cubae là một loài bọ cánh cứng trong họ Cerambycidae.